# Frederick W. Goodfellow
Frederick "Fred" William Goodfellow (7 de marzo de 1874 - 22 de noviembre de 1960) fue un deportista británico del tira y afloja, que compitió en los Juegos Olímpicos de Londres 1908.
Formó parte del equipo británico, que ganó la medalla de oro en la competencia del tira y afloja. Formó parte del equipo británico de la Ciudad de Policía de Londres que derrotó a Liverpool Policía en la final.